# Brad Parscale
 (mars 2018).
Si vous disposez d'ouvrages ou d'articles de référence ou si vous connaissez des sites web de qualité traitant du thème abordé ici, merci de compléter l'article en donnant les références utiles à sa vérifiabilité et en les liant à la section « Notes et références ».
Brad Parscale (né le 3 janvier 1976) est un Américain spécialiste des médias numériques et de leur utilisation en politique.
Il est le responsable numérique de la campagne présidentielle de Donald Trump en 2016. Parscale commence à travailler pour la Trump Organization en 2011. Il est alors chargé du développement et du design des sites web et de la communication numérique. Début 2015, Trump recrute Parscale et son entreprise Giles-Parscale afin de créer un site pour sa précampagne. Lorsqu'il se déclare officiellement candidat Républicain en 2015, Parscale est l'une des premières personnes à contribuer à sa campagne en mettant à jour le site web en « un site de campagne présidentielle à part entière ». Durant toute la campagne, Parscale reste responsable du site Donald J. Trump for President Campaign, ainsi que de toute la communication numérique et des levées de fonds en ligne. Néanmoins, son rôle ne se cantonne pas au numérique et il organise également la communication de Trump dans les médias plus traditionnels comme la télévision ou la radio. En janvier 2017, Parscale et un autre soutien de Trump, Nick Ayers, créent une organisation à but non lucratif, America First Policies, dans le but de promouvoir l'agenda de Donald Trump devenu président et ses initiatives à la Maison-Blanche. 
Le 27 février 2018, Trump nomme Parscale directeur de sa campagne de réélection pour 2020. En difficulté dans les sondages pour la présidentielle de novembre, Brad Parscale est remplacé à la direction de campagne par son adjoint, Bill Stepien.